# Lawitz
Lawitz est une commune de l’arrondissement d'Oder-Spree, au Brandebourg, en Allemagne. Elle est située au sud d'Eisenhüttenstadt, près de l’Oder qui forme la frontière avec la Pologne.